# Ballersdorf
Ballersdorf es una comuna francesa, situada en el departamento de Alto Rin, en la región  de Alsacia. 

## Historia
En febrero de 1943, durante la Segunda Guerra Mundial, varios jóvenes naturales de esta comuna, pertenecientes al colectivo denominado más tarde de los Malgré-Nous, fueron arrestados por las autoridades del Tercer Reich tras participar en un incidente con soldados de la Wehrmacht mientras intentaban atravesar la frontera próxima con Suiza, donde pretendían encontrar refugio. El paso hacia este país era un recurso empleado por numerosos jóvenes alsacianos y moselanos que escapaban del decreto de incorporación forzosa en el ejército, promulgada por el Gauleiter Robert Wagner, quien a medida que las huidas se hicieron masivas, decretó el uso de la fuerza en la zona declarada prohibida de los pasos montañosos. Tras su detención, varios de ellos fueron fusilados inmediatamente, mientras que otros 13 fueron deportados al campo de Struthof-Natzweiler siendo ejecutados el 16 de febrero de 1943.

## Demografía
| 600 | 602 | 617 | 659 | 642 | 719 |
| Para los censos de 1962 a 1999 la población legal corresponde a la población sin duplicidades (Fuente: INSEE [Consultar]) |     |     |     |     |     |